# مارغريت هولفورد (ذا إلدر)
مارغريت هولفورد (بالإنجليزية: Margaret Holford)‏ (1757 - 1834)؛ كاتِبة، شاعرة وروائية بريطانية.